# Floris van den Berg
Floris van den Berg (Naarden, 4 februari 1973) is een Nederlandse filosoof. Van den Berg schrijft o.a. over atheïsme, secularisme, humanisme, dierethiek, veganisme en milieufilosofie. 

## Biografie
Van den Berg werd opgevoed in een liberaal katholiek gezin, maar werd als volwassene een atheïstisch activist. Hij promoveerde in 2011 aan de Faculteit der Rechtsgeleerdheid van de Universiteit Leiden bij Paul Cliteur met het proefschrift Harming others: universal subjectivism and the expanding moral circle. Hij werd eind 2023 voorzitter van de vrijdenkersvereniging De Vrije Gedachte.

## Atheïsmecampagne
In navolging van het initiatief van Ariane Sherine en Richard Dawkins op 12 januari 2009 om in het Verenigd Koninkrijk atheïstische reclameteksten op bussen te plaatsen, wilde Floris van den Berg een gelijke campagne voeren in Nederland. 
Kees van der Staaij (sinds 2010 fractieleider van de SGP) stelde Kamervragen over de campagne aan staatssecretaris Tineke Huizinga, en ging op 28 januari in NOVA met Van den Berg in discussie. In Noord-Brabant ging de campagne niet door omdat de busbedrijven Arriva en Veolia boodschappen van politieke of levensbeschouwelijke aard niet toestaan.
Op 11 maart 2009 slaagde Van den Berg in zijn plan, toen hij een poster op een billboard langs de A4 bij Schiphol liet plaatsen, waarop (voor het eerst in Nederland) een atheïstische boodschap werd uitgedragen: "Er is waarschijnlijk geen god. Durf zelf te denken en geniet van dit leven!"

## Atheïsmedag
Van 2012 tot 2016 organiseerde Van den Berg de jaarlijkse Atheïsmedag, die jaarlijks zo'n 100 bezoekers trok. De eerste Atheïsmedag, 'Festijn van de Rede', vond plaats bij de Universiteit Utrecht, in het Academiegebouw, op 30 juni 2012. Sprekers waren o.a. Herman Philipse, Paul Cliteur en Van den Berg zelf. Op Atheïsmedag 2016 werd Paul Cliteur uitgeroepen tot Atheïst van het Jaar, als eerste Nederlander. Atheïsmedag 2017 vond plaats in theater Aan de Slinger in Houten op 11 juni. Sprekers waren o.a. Machteld Zee, Boris van der Ham, Mienke de Wilde (woordvoerder van de Kerk van het vliegend Spaghettimonster) en ook Van den Berg zelf.

## Theater
De boekpresentatie van het boek Beter Weten: Filosofie van het ecohumanisme (2015) was een theatervoorstelling, die hij opvoerde met acteur Ralph Sigmond. De voorstelling werd geregisseerd door Manon van Impelen en is opgenomen door Michiel Eskens.

## Televisie
De publicatie van Van den Bergs boek Hoe komen we van religie af? was aanleiding tot een interview met De Meiden van Halal in het programma Bimbo's en Boerka's, tegenstellingen in multicultureel Nederland op 27 januari 2010. Later werd deze discussie veel bekeken op het internet, vooral op Uitzending Gemist, YouTube en Dumpert.
In 2017 deed Van den Berg mee aan het EO-televisieprogramma Rot op met je religie, waarin hij met twee christenen, een moslim, een jood en nog een atheïst twee weken lang samenwoont en op reis gaat om religieuze opvattingen en rituelen te ontdekken, bediscussiëren en bekritiseren.

## Prijzen
In 2016 won Van den Bergs boek Beter weten. Filosofie van het ecohumanisme de Boekenprijs van deMens.nu.